# Mooud Bonyadifard

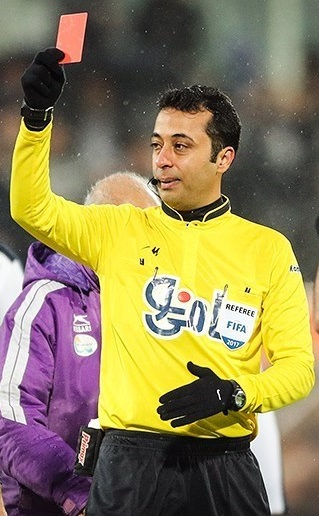
Mooud Bonyadifard (2017)

Mooud Bonyadifard (persisch موعود بنیادی فر; * 8. September 1985 in Schahr-e Kord) ist ein iranischer Fußballschiedsrichter. Seit 2013 steht er auf der FIFA-Schiedsrichterliste.

## Karriere

### Klubmannschaften
Das erste von ihm bekannte, geleitete Spiel in der Persian Gulf League war im Mai 2012. Auf internationaler Ebene bekam er dann ab August 2015 erste Einsätze bei Spielen des AFC Cup und im Juni 2019 bekam er auch die Leitung des Finalspiels beim diesjährigen Hazfi Cup zu teil. Auch in der AFC Champions League, kam er spätestens ab 2020 zum Einsatz.
Nebst dem leitete er im August 2017 auch noch als Gast drei Partien im indonesischen Ligabetrieb.

### Nationalmannschaften
Nach seiner Aufnahme auf die FIFA-Liste, leitete er schnell auch schon Freundschaftsspiele zwischen U-Nationalmannschaften. Das erste bekannte Länderspiel zwischen A-Nationalmannschaften unter Leitung war dann am 8. Oktober 2015 ein WM-Qualifikationsspiel zwischen Kirgisistan und Tadschikistan. Sein erstes Turnier war die U-19-Asienmeisterschaft 2018, wo er mehrere Partien leitete.
Erstmals für ein Turnier von A-Nationalmannschaften wurde er dann aber erst für die Asienmeisterschaft 2024 nominiert.